# Ordine della Repubblica (Egitto)
L'Ordine della Repubblica è un ordine cavalleresco egiziano.

## Storia
L'Ordine venne fondato nel 1953 per celebrare la neonata Repubblica d'Egitto.

## Classi
L'Ordine dispone delle seguenti classi di benemerenza:
- Collare
- Gran Cordone
- Grand'Ufficiale
- Commendatore
- Ufficiale
- Cavaliere

| Nastri          |              |              |
| Cavaliere       | Ufficiale    | Commendatore |
| Grand'Ufficiale | Gran Cordone | Collare      |

## Insegne
- Il nastro è verde con bordo dorato e rosso.

## Insigniti notabili
- Carlo, principe di Galles (1981)
- Hamad bin Isa Al Khalifa (24 gennaio 1973)
- Che Guevara (1959)